# Paul Levitz
Paul Levitz, född 21 oktober 1956, är en amerikansk serietidningsförfattare och redaktör. Levitz föddes i Brooklyn, New York och hans föräldrar var Hannah och Alfred Levitz. Han studerade vid Stuyvesant High School där han var med och både skrev och publicerade tidskriften The Comic Reader. Detta ledde till att en av hans lärare, Frank McCourt, imponerades av Levitz och fick honom att framträda vid sin brors radioprogram. Även DC Comics fick upp ögonen för Levitz och i december 1972 fick han ett frilansjobb av Joe Orlando. Han studerade senare vid New York University, men hoppade av efter tre år för att kunna fokusera på sitt författarskap. Vid 20 års ålder blev han redaktör för Adventure Comics och senare för en rad Batman-serietidningar.
Levitz var med och författade Rymdens hjältar 1977–1979 och 1981–1989. Tillsammans med Steve Ditko skapade han seriefiguren Stalker och Prince Gavyn-versionen av Starman. 2002 tog han över rollen som VD för DC Comics; en roll han behöll till 2009. I november 2010 släpptes hans bok 75 Years of DC Comics: The Art of Modern Mythmaking.